# Dnopherula
Dnopherula is een geslacht van rechtvleugeligen uit de familie veldsprinkhanen (Acrididae). De wetenschappelijke naam van dit geslacht is voor het eerst geldig gepubliceerd in 1896 door Karsch.

## Soorten
Het geslacht Dnopherula omvat de volgende soorten:
- Dnopherula backlundi Hollis, 1966
- Dnopherula brunneus Balderson & Yin, 1987
- Dnopherula burri Uvarov, 1953
- Dnopherula callosa Karsch, 1896
- Dnopherula crassipes Uvarov, 1921
- Dnopherula descampsi Hollis, 1966
- Dnopherula dubia Hollis, 1966
- Dnopherula duduvillei Schmidt, 2006
- Dnopherula guangdongensis Zheng, 1986
- Dnopherula guizhouensis Zheng, 1982
- Dnopherula loratus Zheng, 1986
- Dnopherula neovittatus Otte, 1997
- Dnopherula nepalensis Balderson & Yin, 1987
- Dnopherula nigrilinearis Zheng & Zhang, 1993
- Dnopherula obliquifrons Bolívar, 1912
- Dnopherula omanica Popov, 1985
- Dnopherula phippsi Llorente del Moral, 1963
- Dnopherula pictipes Bolívar, 1912
- Dnopherula planifoveola Hollis, 1966
- Dnopherula punctata Uvarov, 1926
- Dnopherula richardsi Uvarov, 1953
- Dnopherula xizangensis Zheng, 1986
- Dnopherula yuanmowensis Zheng, 1977
- Dnopherula yunnanensis Zheng, 1977